# Un episodio vergonzoso
Un episodio vergonzoso o Una historia desagradable (en ruso: Скверный анекдот, Skverni anekdot), es un cuento satírico escrito por Fiódor Dostoyevski que trata sobre las andanzas de un funcionario ruso.

## Argumento
En un contexto histórico posterior a la reforma emancipadora de 1861 en Rusia, luego de beber de más con dos colegas funcionarios, el protagonista, Ivan Ilich Pralinski, expone su deseo de adoptar una filosofía basada en la bondad y el humanismo hacia aquellos en posiciones de menor estatus social. Al marcharse de la reunión inicial, Ivan se da cuenta de que su cochero se ha ido a otro lugar por pensar que la reunión demoraría más tiempo, por lo que decide caminar y pasa de casualidad por una casa donde se celebraba la fiesta de casamiento de uno de sus subordinados. Resuelve entonces poner su filosofía en práctica y entra a la fiesta. Tras muchos tragos adicionales, se pone en ridículo tratando de ganar la admiración de sus "inferiores", lo que desea fervientemente.

## Publicación
Un episodio vergonzoso fue escrito y publicado en 1862 luego de una breve gira por España. La historia se publicó en la revista Vremia (Tiempo) de Dostoyevski.